# 調式
調式（テャオシー）とは、中国で用いられる旋法のことである。宮・商・角・徴・羽などの音名は五声という。

## 概要
- 宮調式
C,D,E,G,A,C
もっとも安定した音（落音（ルオインluoyin）、結音（チエインjieyin）などと呼ばれる）はC音。
- 商調式
D,E,G,A,C,D
落音あるいは結音はD音。
- 角調式
E,G,A,C,D,E
落音あるいは結音はE音。
- 徴調式
G,A,C,D,E,G
落音あるいは結音はG音。
この調式と考えられる歌 - 江蘇省の民謡「孟姜女」（孟姜女哭長城とも）など
- 羽調式
A,C,D,E,G,A
落音あるいは結音はA音。

漢族の民謡（民歌）において、各調式のもちいられる多さには偏りがあり、徴調式と考えられる歌などは非常によくみかける。逆に角調式と考えられる歌は少ない。